# Maunga Terevaka
Le Maunga Terevaka est un volcan du Chili, point culminant de l'île de Pâques.

## Géographie

Carte de l'île de Pâques avec le Maunga Terevaka dans le centre-nord de l'île.

Le Maunga Terevaka se trouve dans le centre-nord de l'île de Pâques, une île d'Océanie dans l'océan Pacifique constituant une province de la région de Valparaíso au Chili. Il est entouré à l'ouest, au nord et au nord-est par l'océan, au sud-est par le Maunga Pui, au sud par le Maunga O Tu'u et au sud-ouest le Vaka Kipo et par Hanga Roa, la plus grande ville de l'île.
Le Maunga Terevaka est un volcan bouclier dont le sommet culmine à 506 ou 511 mètres d'altitude. Il est le plus grand et le plus haut volcan de l'île. Par son altitude et son éloignement des autres terres émergées, le Maunga Terevaka est en douzième position des sommets ayant la plus grande isolation topographique.

## Histoire
Le Maunga Terevaka est le volcan le plus jeune de l'île de Pâques puisqu'il s'est édifié durant le Pliocène et le Pléistocène.

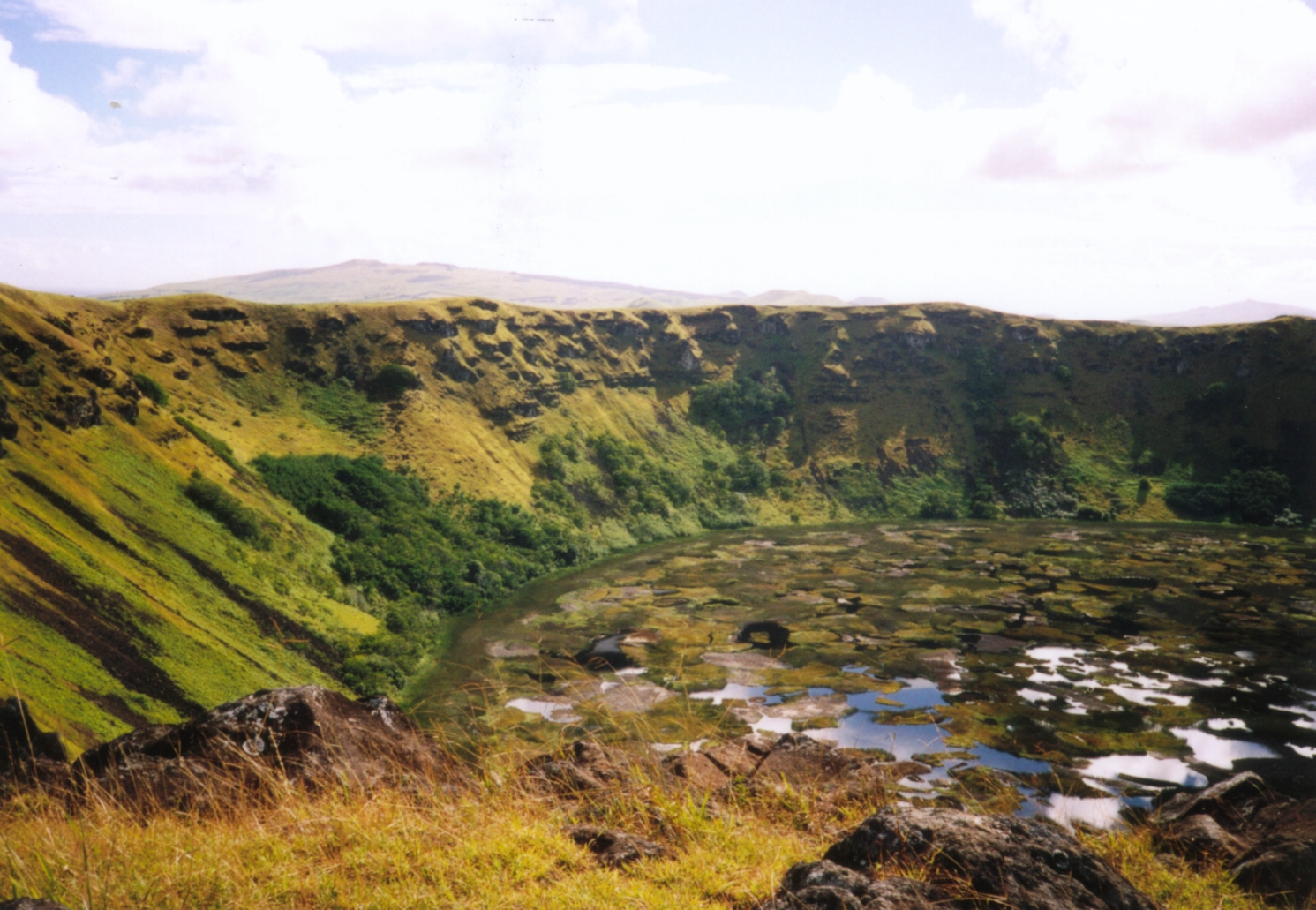
Vue du Maunga Terevaka (en arrière-plan) depuis le Rano Kau (premier plan).

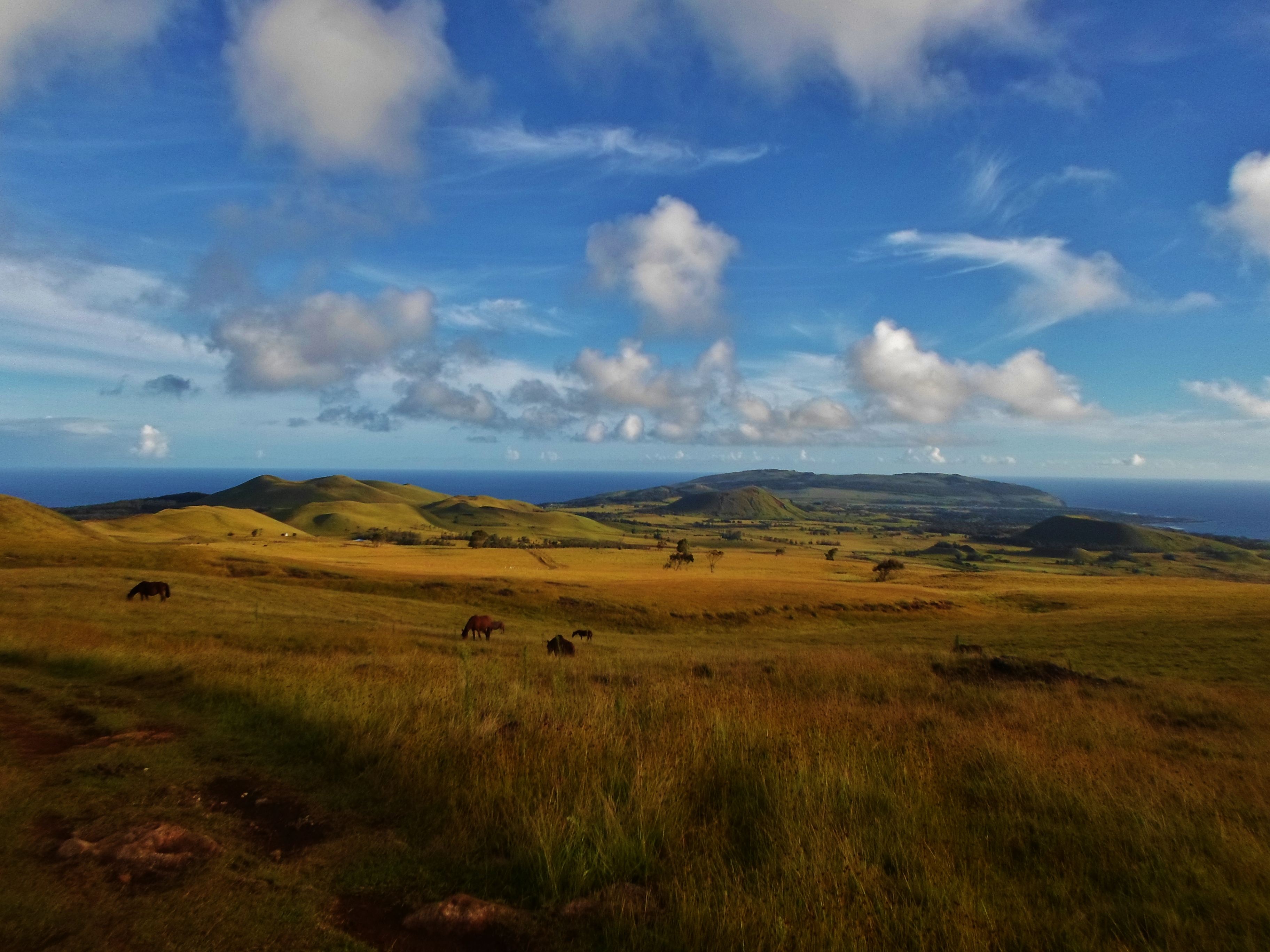
Vue en direction du sud-ouest depuis le Maunga Terevaka avec au loin le Rano Kau.